# В небе «ночные ведьмы»
«В небе „ночные ведьмы“» — советский художественный фильм о Великой Отечественной войне, снятый в 1981 году режиссёром Евгенией Жигуленко.
Прообразом части, где служат героини фильма, стал 46-й гвардейский ночной бомбардировочный авиационный полк, сформированный по предложению Марины Расковой.

## Сюжет
Режиссёр фильма Евгения Жигуленко сама воевала в составе этого авиаполка, была командиром звена и за проявленное в боях мужество стала Героем Советского Союза.
Фильм рассказывает о подвиге советских лётчиц, которые во время Великой Отечественной войны преимущественно в ночное время бомбили позиции немецких войск и коммуникации противника, и немцы стали называть их «ночными ведьмами». Лётчицы в основном летали на переоборудованных под лёгкие бомбардировщики учебных самолётах У-2. Прозвище «ночные ведьмы», как считали лётчицы, было высокой оценкой их ратного труда.
Фильм снимался на натуре в Крыму, где полк воевал зимой и весной 1944 года.
Автор стихов к песне «Баллада о военных лётчицах» — поэт Евгений Евтушенко.

## В ролях
| Актёр                | Роль                                                      |
| -------------------- | --------------------------------------------------------- |
| Валентина Грушина    | Оксана Захарченко, командир эскадрильи                    |
| Яна Друзь            | Галина Поликарпова                                        |
| Дмитрий Замулин      | Фёдор Павлов                                              |
| Нина Меньшикова      | Марья Ивановна, комиссар                                  |
| Валерия Заклунная    | гвардии майор Евдокия (Дуся) Богуславская, командир полка |
| Татьяна Чернопятова  | Юля Нестерова                                             |
| Елена Астафьева      | Катя Максимова                                            |
| Александра Свиридова | Тоня Жукова, механик                                      |
| Сергей Мартынов      | Костя Лазарев, жених Галины                               |
| Татьяна Микрикова    | Юля Нестерова                                             |
| Додо Чоговадзе       | Софико                                                    |
| Станислав Коренев    | генерал                                                   |
| Валентина Клягина    | Солдатова                                                 |
| Ирина Дитц           | дежурная по аэродрому                                     |

### Озвучивание
- Елена Камбурова — исполнение песни «Когда вы песни на земле поёте»

## Съёмочная группа
- Авторы сценария:
  - Владимир Валуцкий
  - Евгения Жигуленко
- Режиссёр: Евгения Жигуленко
- Оператор: Лев Рагозин
- Художник: Борис Комяков
- Композитор: Евгений Крылатов
- Текст песни: Евгений Евтушенко
- Дирижёр: Давид Штильман
- Главный консультант: Георгий Береговой
- Консультант: Евдокия Бочарова
- Директор съёмочной группы: Леонид Гоморин

## Технические данные
- Производство: Киностудия им. М. Горького
- Художественный фильм, односерийный, цветной
- Продолжительность 77 мин[2]